# Витцель, Майкл
Майкл (Михаэль) Витцель (англ. Michael Witzel; род. 18 июля 1943, Швибус, Любушское воеводство) — немецкий и американский индолог и санскритолог, профессор санскрита в Гарвардском университете.

## Биография
Витцель изучал индологию в Германии в 1965—1971 гг. под руководством П. Тиме, Г. П. Шмидта, К. Хоффманна и Й. Нартен, а также в Непале (1972—1973 гг.) у пандита Мимамсаки Джунунатха. В Катманду в 1972—1978 гг. он возглавлял Непальско-немецкий проект по сохранению рукописей и Непальский исследовательский центр. Он преподавал в Тюбингене (1972), Лейдене (1978—1986) и Гарварде (с 1986 года) и был дважды приглашаем для чтения лекций в Киото, Париж и Токио. Санскриту Майкл Витцель обучает с 1972 года.
Майкл Витцель известен своими исследованиями в области диалектов ведийского санскрита, древнеиндийской истории и лингвистической предыстории Южной Азии. Он выступает как главный редактор «Электронного журнала ведийских исследований» (англ. Electronic Journal of Vedic Studies; сокращенно EJVS) и англ. Harvard Oriental Series. Он является президентом Ассоциации по изучению языка в предыстории (англ. Association for the Study of Language in Prehistory; ASLIP) с 1999 года, а также новой Международной ассоциации сравнительной мифологии (англ. International Association for Comparative Mythology) с 2006 года. В 2003 году он был избран в Американскую Академию искусств и наук, а также почётным членом Немецкого восточного общества в 2009 году.

## Научная деятельность
Филологические работы Витцеля касаются древнейших текстов Индии, то есть Вед, их рукописей и их традиционной рецитации. Также учёный занимался изданием и переводом неизвестных текстов, таких как Катха-араньяка. В 2007 году вместе с Т. Гото и другими учёными начал новый перевод «Риг-веды» на немецкий язык.
Он детально исследовал различные редакции (шакхи) Вед и их значение для изучения географического диапазона ведийской культуры в Северной Индии и далее. Это привело к появлению ряда работ по ведийским диалектам, развитию ведийского канона и Древней Индии как таковой.
В своих статьях Витцель среди прочего анализирует важные религиозные и литературные идеи ведийского периода, исследует «Махабхарату», концепцию перерождения, астрономическую составляющую образа сапта-риши, образ мудреца Яджнявалкьи, присутствие некоторых ведийских верований в современном индуизме, даже предполагает существование риши женского пола в Ведах.
Другая сторона деятельности этого учёного касается традиций средневековой и современной Индии вместе с Непалом, включая их лингвистическую историю, брахманов, ритуалы, формы правления и современную культуру. Учёным в работах затрагиваются также Древняя Персия и Авеста, а также идентификация родины священной книги зороастрийцев с Восточным Ираном и Афганистаном.
С 1987 года Витцель в основном сконцентрировался на проблеме локализации ведийских текстов и на поиске содержащихся в них свидетельств по ранней истории Индии. Эта работа была проведена в тесном сотрудничестве с гарвардскими археологами, такими как Р. Мэдоу, вместе с которым он также преподавал. Витцель стремится показать появление племени Куру в районе Дели, его плодотворную культуру и политическое превосходство. Также в область его исследований входят происхождение поздневедийских государств и первой индийской империи в Северо-Восточной Индии.
Лингвистический аспект ранней индийской истории был рассмотрен в ряде работ учёного, касающихся доведийских субстратных языков Северной Индии. Результатом стало определение существенного количества слов, заимствованных из префиксального языка, подобного аустроазиатским (мунда, кхаси и др.), а также ряда других неустановленных языков. Также Витцель установил, что часть ведийских и древнеперсидских слов перешла в субстратный язык Центральной Азии.
В последние годы Витцель занялся исследованием связей между древнеиндийской, евразийской и другими мифологиями, результатом чего стала новая схема исторической сравнительной мифологии, которая охватывает большую часть Евразии и Америки. Этот подход рассматривается в ряде статей Витцеля, а также планируется издание книги, где этот новый метод сравнительной мифологии будет подробно изложен.
Также Витцель опубликовал несколько статей, в которых критикует, по его словам, «ложные интерпретации» Вед, а также некоторые попытки дешифровки индских надписей. Вообще подход Майкла Витцеля к проблеме письменности долины Инда носит полемический характер. Этот учёный поддерживает точку зрения, согласно которой знаки Индской цивилизации это всего лишь символы, а не знаки письменного языка. В этом ему противостоят учёные, являющиеся горячими сторонниками теории индского письма, такие как Марк Кенойер из Университета Висконсина и Аско Парпола, лингвист Хельсинкского университета.
Витцель является организатором ряда международных конференций в Гарварде, а именно первого из периодических Международных ведических семинаров (1989, 1999, 2004), первой из нескольких ежегодных Международных конференций по вопросам приданого и сожжения жён в Индии (1995), ежегодных Круглых столов по этногенезу Южной и Центральной Азии (1999) и с 2005 года конференций по сравнительной мифологии (Киото, Пекин, Эдинбург, Равенштейн, Токио). На конференции в Пекине он основал Международную ассоциацию сравнительной мифологии.

## Спор вокруг калифорнийских учебников по истории Индии
В 2005 году несколько индийско-американских организаций (Ведийский фонд, Индусский американский фонд и Фонд индусского образования) обратились к правительству штата Калифорния с просьбой изменить содержание калифорнийских учебников, в которых рассматривается древнеиндийская история и индуизм. Витцель написал письмо к Совету по образованию, протестуя против тех изменений, которые по его мнению носят не научный, а религиозно-политический характер. 
В ответ организации-инициаторы обвинили Витцеля в предвзятости и «ненависти к индуизму». Отвергнув обвинения, Витцель заявил, что ненавидит не индуизм, а «людей, которые искажают историю». Он был поддержан многими учёными и различными индийско-американскими организациями, несогласными с правками в учебниках, «основанными на сектантской повестке Санг Паривар — индуистского националистического триумвирата Бхаратия джаната парти, Раштрия сваямсевак сангх и Вишва хинду паришад».
Окончательное решение по вопросу об учебниках, который привлёк международное внимание, было принято голосованием в Совете по образованию 8 марта 2006 года. Большинство из предложенных изменений были отклонены.

### Ведийские тексты и ранняя индийская история
- Michael Witzel, On the localisation of Vedic texts and schools. // India and the Ancient world. History, Trade and Culture before A.D. 650. P.H.L. Eggermont Jubilee Volume, ed. by G. Pollet. Leuven: Department Oriëntalistiek 1987, P. 173—213
- Michael Witzel, Tracing the Vedic dialects in Dialectes dans les litteratures Indo-Aryennes ed. Caillat, Paris, 1989, P. 97-265.
- Michael Witzel, Early Indian History: Linguistic and Textual Parameters // Language, Material Culture and Ethnicity. The Indo-Aryans of Ancient South Asia, ed. G. Erdosy, Berlin/New York (de Gruyter) 1995, P. 85-125.
- Michael Witzel, Rgvedic history: poets, chieftains and politics, // Language, Material Culture and Ethnicity. The Indo-Aryans of Ancient South Asia, ed. G. Erdosy, Berlin/New York (de Gruyter) 1995, P. 307—352.
- Michael Witzel, «Early Sanskritization. Origins and development of the Kuru State». B. Kölver (ed.), Recht, Staat und Verwaltung im klassischen Indien. The state, the Law, and Administration in Classical India. München : R. Oldenbourg 1997, P. 27-52.
- Michael Witzel."The Development of the Vedic Canon and its Schools: The Social and Political Milieu." // Inside the Texts, Beyond the Texts. New Approaches to the Study of the Vedas. Harvard Oriental Series. Opera Minora, vol. 2. Cambridge 1997, 257—345

### История Индии позднего периода
- Michael Witzel, Das Alte Indien [History of Old India]. München: C.H. Beck 2003
- Michael Witzel, Brahmanical Reactions to Foreign Influences and to Social and Religious Change. // Olivelle, P. (ed.) Between the Empires. Society in India between 300 BCE and 400 CE. Oxford: Oxford University Press 2006: 457—499
- Michael Witzel, The Vedas and the Epics: Some Comparative Notes on Persons, Lineages, Geography, and Grammar. // P. Koskikallio (ed.) Epics, Khilas, and Puranas. Continuities and Ruptures. Proceedings of the Third Dubrovnik International Conference on the Sanskrit Epics and Puranas. September 2002. Zagreb: Croatian Academy of Sciences and the Arts 2005: 21-80
- Michael Witzel, On Indian historical writing: The case of the Vamsavalis. Journal of the Japanese Association for South Asian Studies, No. 2, 1990, p. 1-57
- Michael Witzel, Kashmiri Brahmins. // The Valley of Kashmir. The making and unmaking of a composite culture? Edited by Aparna Rao, with a foreword and introductory essay by T.N.Madan. New Delhi: Manohar 2008: 37-93

### Лингвистические исследования
- Michael Witzel, Aryan and non-Aryan Names in Vedic India. Data for the linguistic situation, c. 1900—500 B.C. in : J. Bronkhorst & M. Deshpande (eds.), Aryans and Non-Non-Aryans, Evidence, Interpretation and Ideology. Cambridge (Harvard Oriental Series, Opera Minora 3). 1999, 337—404
- Michael Witzel, "Substrate Languages in Old Indo-Aryan (Rgvedic, Middle and Late Vedic), EJVS Vol. 5,1, Aug. 1999, 1-67
- Michael Witzel, Linguistic Evidence for Cultural Exchange in Prehistoric Western Central Asia. Philadelphia: Sino-Platonic Papers 129, 2003.
- Michael Witzel, Loan words in western Central Asia. Indicators of substrate populations, migrations, and trade relations. // V. Mair (ed.) Contact and Exchange in the Ancient World. Honolulu: University of Hawai’i Press 2006: 158—190
- Michael Witzel, «The Rgvedic Religious System and its Central Asian and Hindukush Antecedents». // A. Griffiths & J.E.M. Houben (eds.). The Vedas: Texts, Language and Ritual. Groningen: Forsten 2004: 581—636
- Michael Witzel, South Asian agricultural vocabulary. // T. Osada (ed.), Proceedings of the Pre-Symposium of RHIN and 7th ESCA Harvard-Kyoto Round Table. Published by the Research Institute for Humanity and Nature (RHIN), Kyoto, Japan 2006: 96-120
- Michael Witzel, Central Asian Roots and Acculturation in South Asia. Linguistic and Archaeological Evidence from Western Central Asia, the Hindukush and Northwestern South Asia for Early Indo-Aryan Language and Religion. // T. Osada (ed.) Linguistics, Archaeology and the Human Past. Kyoto : Indus Project, Research Institute for Humanity and Nature 2004, 87-211

### Текстологические исследования. Религия
- Michael Witzel, Katha Âranyaka. Critical edition with a translation into German and an introduction. Cambridge: Harvard Oriental Series 65. 2004
- Michael Witzel, Medieval Veda Tradition as Reflected in Nepalese Manuscripts. Journal of the Nepal Research Centre, 12, 2001, 255—299
- Michael Witzel, How to enter the Vedic mind? Strategies in Translating a Brahmana text. Translating, Translations, Translators From India to the West. (Harvard Oriental Series, Opera Minora, 1) Cambridge : Harvard Oriental Series 1996 [How to enter the Vedic mind? Strategies in Translating a Brahmana text. Translating, Translations, Translators From India to the West. (Harvard Oriental Series, Opera Minora, 1) Cambridge : Harvard Oriental Series 1996]
- Michael Witzel, Macrocosm, Mesocosm, and Microcosm. The persistent nature of 'Hindu' beliefs and symbolical forms . in S. Mittal (ed.), IJHS Symposium on Robert Levy’s MESOCOSM, International Journal of Hindu Studies, 1.3 Dec. 1998, 501-53
- Michael Witzel, The Kashmiri Brahmins. // Studies on the Nilamata-Purana, ed. by Y. Ikari, Kyoto 1995, pp. 211—268 [The Kashmiri Brahmins. // Studies on the Nilamata-Purana, ed. by Y. Ikari, Kyoto 1995, pp. 211—268]
- Michael Witzel, Meaningful ritual. Structure, development and interpretation of the Tantric Agnihotra ritual of Nepal. Ritual, State and History in South Asia. Essays in honour of J.C. Heesterman, ed. A.W. van den Hoek, D.H.A. Kolff, M.S.Oort, Leiden 1992, 774—827
- The Vedas and the Epics: Some Comparative Notes on Persons, Lineages, Geography, and Grammar. // P. Koskikallio (ed.) Epics, Khilas, and Puranas. Continuities and Ruptures. Proceedings of the Third Dubrovnik International Conference on the Sanskrit Epics and Puranas. September 2002. Zagreb: Croatian Academy of Sciences and the Arts 2005: 21-80

### Сравнительная мифология
- Michael Witzel, «Comparison and Reconstruction : Language and Mythology.» Mother Tongue VI, 2001, 45- 62
- Michael Witzel, «Vala and Iwato. The Myth of the Hidden Sun in India, Japan and beyond.» EJVS 12-1, 2005, 1-69
- Michael Witzel, «Creation myths.» // T. Osada (ed.). Proceedings of the Pre-Symposium of RHIN and 7th ESCA Harvard-Kyoto Round Table. Published by the Research Institute for Humanity and Nature (RHIN), Kyoto, Japan 2006: 101—135
- Out of Africa: the Journey of the Oldest Tales of Humankind. // Generalized Science of Humanity Series, Vol. I. Tokyo: Research Institute for Languages and Cultures of Asia and Africa 2006: 21-65.
- Myths and Consequences. Review of Stefan Arvidsson, Indo-European Mythology as Ideology and Science, Chicago University Press 2006. Science, vol. 317, 28 September 2007, 1868—1869.
- Witzel, Michael, 2008. «Slaying the dragon across Eurasia». // Bengtson, John D. (ed.) In Hot Pursuit of Language in Prehistory. Essays in the four fields of anthropology. In honor of Harold Crane Fleming. Amsterdam/Philadelphia: John Benjamin’s Publishing Company 2008: 263—286.

### Письменность долины Инда
- M. Witzel and S. Farmer, «Horseplay in Harappa» Frontline, Oct. 10, 2000.
- Steve Farmer, Richard Sproat, and Michael Witzel, «The Collapse of the Indus-Script Thesis: The Myth of a Literate Harappan Civilization», EVJS, vol. 11 (2004), issue 2 (Dec)
- Michael Witzel, Indocentrism: Autochthonous visions of ancient India. // The Indo-Aryan controversy : evidence and inference in Indian history / edited by Edwin F. Bryant and Laurie L. Patton. London & New York : Routledge, 2005: 341—404
- Michael Witzel, Ein Fremdling im Rgveda. Journal of Indo-European Studies (JIES) 31, No. 1-2 (2003), 107—185
- Michael Witzel, Rama’s Realm: Indocentric Rewritings of Early South Asian Archaeology and History. // Archaeological Fantasies. How Pseudoarchaeology Misrepresents the Past and Misleads the Public, ed. by G. G. Fagan.London/New York: Routledge 2006:203-232
- Hindutva View of History. Rewriting Textsbook in India and the United States. (with K. Visvesvaran, Nandini Majrekar, Dipta Bhog, and Uma Chakravarti). Georgetown Journal of International Affairs. 10th Anniversary edition. Winter/Spring 2009, 101—112